# Amore e capoeira
Amore e capoeira è un singolo del duo musicale italiano Takagi & Ketra pubblicato il 31 maggio 2018

## Descrizione
Il singolo ha visto la partecipazione alla parte vocale della cantante italiana Giusy Ferreri e del cantante giamaicano Sean Kingston.

## Video musicale
Il video, diretto da Gaetano Morbioli e girato a Rio de Janeiro, è stato reso disponibile il 21 giugno 2018 attraverso il canale YouTube del duo.

## Tracce
Testi di Federica Abbate e Sean Kingston, musiche di Federica Abbate e Takagi & Ketra.
1. Amore e capoeira (feat. Giusy Ferreri & Sean Kingston) – 2:52

## Classifiche

### Classifiche settimanali
| Classifica (2018) | Posizione massima |
| ----------------- | ----------------- |
| Italia            | 1                 |
| Svizzera          | 2                 |

### Classifiche di fine anno
| Classifica (2018) | Posizione |
| ----------------- | --------- |
| Italia            | 1         |
| Svizzera          | 17        |